# Highlight Kenosis
Highlight Kenosis ist eine Melodic Progressive-Rock-Band aus Köln.

## Geschichte
Die Band wurde 2007 von Matei Damian Ulmu in Bukarest, Rumänien gegründet.
Zusammen mit Sängerin Oana Maria Stoica, Alexandru Berehoi, Dragos Serbanescu und John Ciurea veröffentlichte die Band 2008 ihr erstes Album Glowing, welches in Schweden von Teddy Möller und Lawrence Mackrory aufgenommen wurde.
Nach der Veröffentlichung von Glowing konnten sich die beiden Singles A Drop of You und It Wasn't Love lange auf Platz 1 der rumänischen Rockcharts halten. Die Band spielte mit ihrer Tour in Rumänien insgesamt über 200 Konzerte, TV-Shows und Radioauftritte.
2009 eröffnete die Band Konzerte für Glenn Hughes auf dem Kystendil-Festival in Bulgarien.
Zu dieser Zeit begann mit Adrian Sardi und Dan Alexandru die Arbeit am zweiten Album Change, welches 2010 erneut in Schweden von Teddy Möller aufgenommen wurde.
2011 unterschrieb Highlight Kenosis bei Ravenheart Music in London.
Matei Damian Ulmu beschloss anschließend, neue Wege für die Band zu eröffnen und verlagerte die musikalische Arbeit nach Deutschland. Zusammen mit neuem Management, Sängerin Oana Maria Stoica, sowie dem Schlagzeuger Daniel Busenius begann die Band, sich in Köln neu auszurichten.
2012 verließ Oana Maria Stoica die Band und wurde von der brasilianischen Sängerin Marina La Torraca ersetzt.
Mit weiterer Unterstützung verschiedener Gastmusiker begann die Arbeit am dritten Studioalbum Shield of Faith.
2013 entschied sich die Band für die unterstützende Zusammenarbeit mit Sängerin Amanda Somerville (Trillium, Avantasia, Epica, Kamelot) und Sander Gommans (After Forever), um das dritte Studioalbum Shield of Faith aufzunehmen.

## Stil
Auf den ersten beiden Alben Glowing (2008) sowie Change (2010) lassen sich vorwiegend Elemente des melodisch progressiven Rocks, als auch des Progressive Metal erkennen.
Das dritte Album Shield of Faith (2013) zeigt jedoch auch melodische Verbindungen zum Power Metal auf. Die Band zeichnet sich außerdem durch den charakteristisch kräftigen Gesang sowie die virtuosen Gitarrensoli des Gitarristen Damian Ulmu aus.

## Diskografie
Alben
- 2008: Glowing
- 2010: Change
- 2013: Shield of Faith